# 金石万巷商业街
金石万巷商业街是位于辽宁省大连市金州区金石滩的一个商业区。由地产开发商大连树源科技集团旗下文旅公司的投资建设，建筑设计由日亚设计集团负责操刀。据项目方宣称，该项目是集旅游、文化、休闲、餐饮、购物及居住于一体的商旅小镇，整体规划以日本京都二年坂、三年坂及京都地区商业为蓝本，打造出具有“唐代”和“日本建筑”风格交汇融合的古镇风貌。2021年大连市金州区人民政府（金普新区管委会）政府工作报告中，将投资45亿元的盛唐·小京都列为年度重点工作。
小京都是中国旅游宣传常见的命名，目前，中国大陆62个城市拥有“小京都”，61个城市拥有“小镰仓”，59个城市拥有“小奈良”。小京都商业街为该项目中的第一期项目。项目方的设计理念“把繁华京都搬到大连，把千年盛唐拉回眼前”，官方宣传亦提及“‘盛唐·小京都’意在展示大唐文化，是日本京都的缩影，也是盛唐时期东都洛阳的写照[……]”。项目方的观点，即是中国大陆境内常见的“唐朝文化在日本”的“以倭代华”。该商业街于2021年8月21日开业。大众媒体、网络舆论称为“大连日本风情街”。开始营业后，引发中国大陆网络舆争议。出现“只允许日本商户入驻，只准许销售日本产品”的传闻。8月29日，文旅公司回应称：“很多都是社交媒体上的炒作误传的。我们主打的是唐代文化，而且主要项目是别墅区，这条街只是别墅区里的一条对外开放的商业街而已。”9月1日，商业街宣布停业休整，另择期重新开街。
2022年，该景点改名为「金石万巷商业街」，重新对外开放。